# Edogawa Ranpo
Tarō Hirai (平井 太郎, Hirai Tarō, 21 de outubro de 1894 – 28 de julho de 1965), mais conhecido pelo seu pseudônimo Edogawa Ranpo, foi um escritor japonês que teve grande importância no desenvolvimento de histórias de ficção-mistério. Ranpo era um admirador das histórias de mistérios do ocidente, e especialmente de Edgar Allan Poe, de cujo nome baseia seu pseudônimo.